# NK Vukovar ’91
NK Vukovar ’91 war ein kroatischer Fußballverein aus der gleichnamigen Stadt Vukovar.

## Geschichte
NK Vukovar ’91 wurde im Jahre 1991 infolge der Unabhängigkeit Kroatiens gegründet. In der noch jungen Geschichte gelangen zwei Meisterschaften in der zweiten Liga (2. HNL). Zudem zählen die Spielzeiten in der 1. HNL zu den Erfolgen des Vereins. Im Zuge der Aufstockung der ersten Liga auf 16 Vereine, wurde dem NK Vukovar am 31. Juli 2009 erneut ein Platz in der 2. Liga zugesprochen.

## Spieler
- Fatmir Vata (1999)
- Ivan Kardum (2007–2008)

## Stadion
Der Verein trägt seine Heimspiele im städtischen Stadion (kroat. gradski stadion) im Stadtteil „Borovo naselje“ aus.